# Élection présidentielle de 2004 en Illinois
L'Élection présidentielle américaine de 2004 a eu lieu le 2 novembre 2004 en Illinois et dans tout le pays. 
Le sénateur du Massachusetts John Kerry l'a remporté avec un peu plus de 10 points d'avance alors que George W. Bush était réélu président au niveau national.

## Primaires démocrates

### Vainqueur:Kerry
Date de la primaire : 16 mars 2004.
Le sénateur Kerry remporte la primaire de l'Illinois avec 72 % et la quasi-totalité des délégués (154 sur 156), malgré le retrait du sénateur John Edwards, ce dernier obtient 11 % des voix et deux délégués.

## Primaires républicaines

### Vainqueur:George W. Bush
Date de la primaire : 16 mars 2004.
Le président sortant George W. Bush ne fait face à aucune opposition au sein de son parti et remporte ainsi les 60 délégués républicains de l'Illinois avec 100 % des voix.